# Friedrich Bird
Friedrich Ludwig Heinrich Bird (* 1. September 1791 in Wesel; † 19. März 1851 in Bonn) war ein deutscher Mediziner. 

## Leben
Friedrich Bird wurde als Sohn des Johann Gerhard Bird, eines preußischen Beamten und Steuereinnehmers, geboren. 
Er besuchte ab 1805 das Gymnasium Wesel (heute Konrad-Duden-Gymnasium Wesel) beim Direktor Jodocus Casparus Albertus Eichelberg (1749–1819) und begann im November 1811 beim Rektor Daniel Erhard Günther ein Medizin-Studium an der Universität Duisburg.
Im Dezember 1813 trat er als freiwilliger Jäger in das 1. Pommersche Infanterieregiment ein und wurde nach Ende des Feldzuges als Offizier wieder entlassen; er setzte sein Studium fort. Am zweiten Feldzug der Befreiungskriege war er als Oberarzt beim Feldlazarett Nr. 15 beteiligt und wurde nach dessen Ende im März 1816 entlassen. Kurz darauf ging er an die Universität Halle und promovierte dort am 23. August 1817. Im Herbst 1819 absolvierte er in Berlin das Staatsexamen und erhielt seine Approbation als praktischer Arzt am 11. März 1820, anschließend baute er in Rees seine Praxis auf.
1830 wurde ihm die Stelle des zweiten Arztes in der Ersten Rheinischen Irrenheilanstalt in Siegburg beim Direktor Maximilian Jacobi angeboten. Bereits kurz nach seinem Eintritt im März 1830 stellte er fest, dass es zu Unstimmigkeiten mit dem Direktor kam, die so weit gingen, dass seine Gesundheit darunter litt. Direktor Jacobi vertrat ein System der Strenge und der pädagogischen Einwirkung, Friedrich Bird dagegen das Prinzip äußerster Milde. Bereits am 2. Juni 1834 ließ er sich nach schwierigen Verhandlungen mit vollem Gehalt pensionieren und zog sich nach Bonn zurück. Er lehnte jede weitere Anstellung und öffentliche Tätigkeit ab und war nur noch schriftstellerisch tätig.
Als Schriftsteller erstellte er viele medizinische Werke, die für die Ausbildung der Lehre von den Geisteskrankheiten genutzt wurden; weiterhin war er auch auf historischem Gebiet tätig. 1836 erschien sein Hauptwerk Pathologie und Therapie der psychischen Krankheiten. In seinen späteren Schriften schilderte er die psychiatrischen Störungen von historischen Persönlichkeiten in der Allgemeinen Zeitschrift für Psychiatrie.
Er starb an einer Phlebitis, nachdem sich ein selbst verordneter Aderlass entzündete und vereiterte.

## Mitgliedschaften
Er war Mitglied der der physikalisch-medizinischen Sozietät zu Erlangen und wurde am 3. August 1835 mit der Matrikel-Nr. 1401 und dem akademischen Beinamen Aretaeus VII. in die Gelehrtenakademie Leopoldina aufgenommen.

## Auszeichnungen
- Während des Feldzuges 1813 erhielt er die Kriegsmedaille.

## Schriften (Auswahl)
- Diss. inaug. De dimensionibus corp. humani inter se comparatis def. d. 23. Aug. praes. Jo. Fr. Meckel. Halae, typis Grunerti. Halle 1817.
- Gerbrand Bakker, Hermannus Wolthers, Friedrich Bird, Petrus Hendriksz: Beobachtungen über den thierischen Magnetismus. Halle 1818.
- Merkwürdiger Traum und Sehen von Phantasmen. Zeitschrift für psychische Aerzte Band 3, Heft 4. S. 768–777. 1820.
- Krankheitsgeschichte und Sectionsbericht von einem in der Denfitionsperiode gestorbenen, blausüchtigen Kinde. Archiv für medizinische Erfahrung im Gebiete der praktischen Medizin, Chirurgie, Geburtshülfe und Staatsarzneikunde. Band. 1. S. 158–170. 1821.
- Glückliche Heilung einer Schleimschwindsucht. Archiv für medizinische Erfahrung im Gebiete der praktischen Medizin, Chirurgie, Geburtshülfe und Staatsarzneikunde. S. 325-48. 1821.
- Ueber den Werth des Essigs in der Schwindsucht. Archiv für medizinische Erfahrung im Gebiete der praktischen Medizin, Chirurgie, Geburtshülfe und Staatsarzneikunde. S. 349-54. 1821.
- Ueber den Nutzen des Wasserfenchel, in Verbindung mit der Myrrhe, in der Schwindsucht. Archiv für medizinische Erfahrung im Gebiete der praktischen Medizin, Chirurgie, Geburtshülfe und Staatsarzneikunde. S. 488–499. 1822.
- Bemerkungen über die Heilung der Krätze mit dem Unguento sulphuris composito Pharm. Lond.  Archiv für medizinische Erfahrung im Gebiete der praktischen Medizin, Chirurgie, Geburtshülfe und Staatsarzneikunde. Band 2. S. 110–119. 1822.
- Ueber den Nutzen des äussern Gebrauchs des kalten Wassers in der Prosopalgia Fothergilli. Archiv für medizinische Erfahrung im Gebiete der praktischen Medizin, Chirurgie, Geburtshülfe und Staatsarzneikunde, Band 1. S. 106–121. 1823
- Ueber die religiöse Melancholie. Zeitschrift für psychische Ärzte Band 1, Heft 1. S. 228–241. 1823.
- Ueber die Lepra Graecorum. Rheinisches Jahrbuch, Band 6. S. 1–15. 1823.
- Wahrnehmungen und Bemerkungen über verschiedene Krankheiten und Heilmittel. Rheinisches Jahrbuch, Band 7. 1823
- Ueber die relativen Maassverhältnisse des menschlichen Körpers. Zeitschrift für Anthropologie, Band 1, Heft 2. S. 330–369. 1824.
- Beobachtung eines periodischen Irreseyns. Zeitschrift für psychische Ärzte Band 1, Heft 2. S. 408–422. 1824.
- Welche Ursachen bestimmen die Sexualtät des Foetus? Zeitschrift für psychische Ärzte Band 1, Heft 2. S. 483–496. 1824.
- Beobachtungen über abnorme psychische Zustände, nebst Bemerkungen und Beobachtungen aus dem Gebiete der Physiologie. Zeitschrift für psychische Ärzte, Band 2, Heft 4. S. 462–468. 1824.
- Beobachtungen über die epidemische Augenentzündung im Kriegsjahr 1815. Halle 1824.
- Ueber die Ursachen der Caries der Zähne. Journal der Chirurgie und Augenheilkunde Band 6. S. 436–47. 1824.
- Ueber die Diagnose der Schleimschwindsucht. Journal der practischen Heilkunde, Band 61. S. 97–108. 1825.
- Ueber die Bedeutsamkeit der Gegend des Niederrheins zur Zeit der römischen Herrschaft. Becker, Wesel 1826. ([digital.ub.uni-duesseldorf.de/urn/urn:nbn:de:hbz:061:1-74192 Digitalisat])
- Bemerkungen über die Bedeutung des Körperlichen für die Seelenthätigkeit. Zeitschrift für psychische Ärzte, Band 2., Heft 4. S. 257–278. 1826.
- Das spanische Blut oder die Eroberung von Wesel am 19. August 1629. Wesel Becker 1826.
- Fernere Wahrnehmungen über die Wirksamkeit des Salmiaks bei Verhärtungen der Eingeweide. Rheinisches Jahrbuch, Band 11. S. 102–14. 1826.
- Ideen und Bemerkungen zur Theorie und Heilung der Harnruhr, oder der Phthisis renum urinosa. Rheinisches Jahrbuch, Band 11. S. 94–141. 1826.
- Acht Beobachtungen über die Anwendung der Artemisia vulgaris (radix) in der Epilepsie. Journal der practischen Heilkunde, Band 65. S. 63–80. 1827.
- Merkwürdige Krankheitsfälle. Rheinisches Jahrbuch, Band 14. S. 131–164. 1829.
- Beobachtungen über den Einfluss des Mercurs beim Tripper, und über die sogenannten rheumatischen und gichtischen Geschwülste der Gelenke bei demselben Uebel. Journal der Chirurgie und Augenheilkunde Band 13. S. 128–49. 1829.
- Ueber den psychischen Werth der Wehen. Journal der Chirurgie und Augenheilkunde, Band 13. S. 168-70. 1829.
- Beobachtung über den Nutzen der Herba Daturae stramonii in der Amaurose, und den Einfluss von Zahnkrankheiten auf dieses Uebel. Journal der Chirurgie und Augenheilkunde, Band 13. S. 435–446. 1829.
- Ueber die Heilung der Zahnbrüche. Journal der Chirurgie und Augenheilkunde, Band 13. S. 447–459. 1829.
- Beobachtung zweier Fälle einer Verletzung des Kniegelenks. Journal der Chirurgie und Augenheilkunde, Band 13. S. 459–468. 1829.
- Glückliche Behandlung veralteter Fussgeschwüre. Journal der Chirurgie und Augenheilkunde, Band 13. S. 468–475. 1829.
- Ueber die Veränderung der Hautfarbe beim Neger. Journal der Chirurgie und Augenheilkunde, Band 13. S. 475-78. 1829.
- Heilung einer Verletzung des Rückgraths, die das Entstehen eines Buckels drohte. Journal der Chirurgie und Augenheilkunde, Band 13. S. 479–482. 1829.
- Franz Amelung; Friedrich Bird: Beiträge zu Lehre der Geisteskrankheiten. Darmstadt 1832.
- Notizen aus dem Gebiete der psychischen Heilkunde. Berlin 1835.
- Ueber Einrichtung und Zweck der Irrenhäuser für Geisteskranke und deren ärztliche Behandlung. Berlin 1835.
- Pathologie und Therapie der psychischen Krankheiten. Berlin 1836
- Das Seelenleben in seinen Beziehungen zu dem Körperleben. Berlin 1837.
- Praktisch-psychiatrische Schriften. Hallberger, Stuttgart 1839.
- Beiträge zur Kenntniß des Arzneigebrauchs in den psychischen Krankheiten. Hlberger, Stuttgart 1839.